# Apicia bogotata
Apicia bogotata är en fjärilsart som beskrevs av Pieter Cornelius Tobias Snellen 1894. Apicia bogotata ingår i släktet Apicia och familjen mätare. Inga underarter finns listade i Catalogue of Life.